# 19517 Robertocarlos
A 19517 Robertocarlos (ideiglenes jelöléssel 1998 SK164) a Naprendszer kisbolygóövében található aszteroida. Eric Walter Elst fedezte fel 1998. szeptember 18-án.